# Eucithara debilis
Eucithara debilis é uma espécie de gastrópode do gênero Eucithara, pertencente à família Mangeliidae.